# جمینای ۱

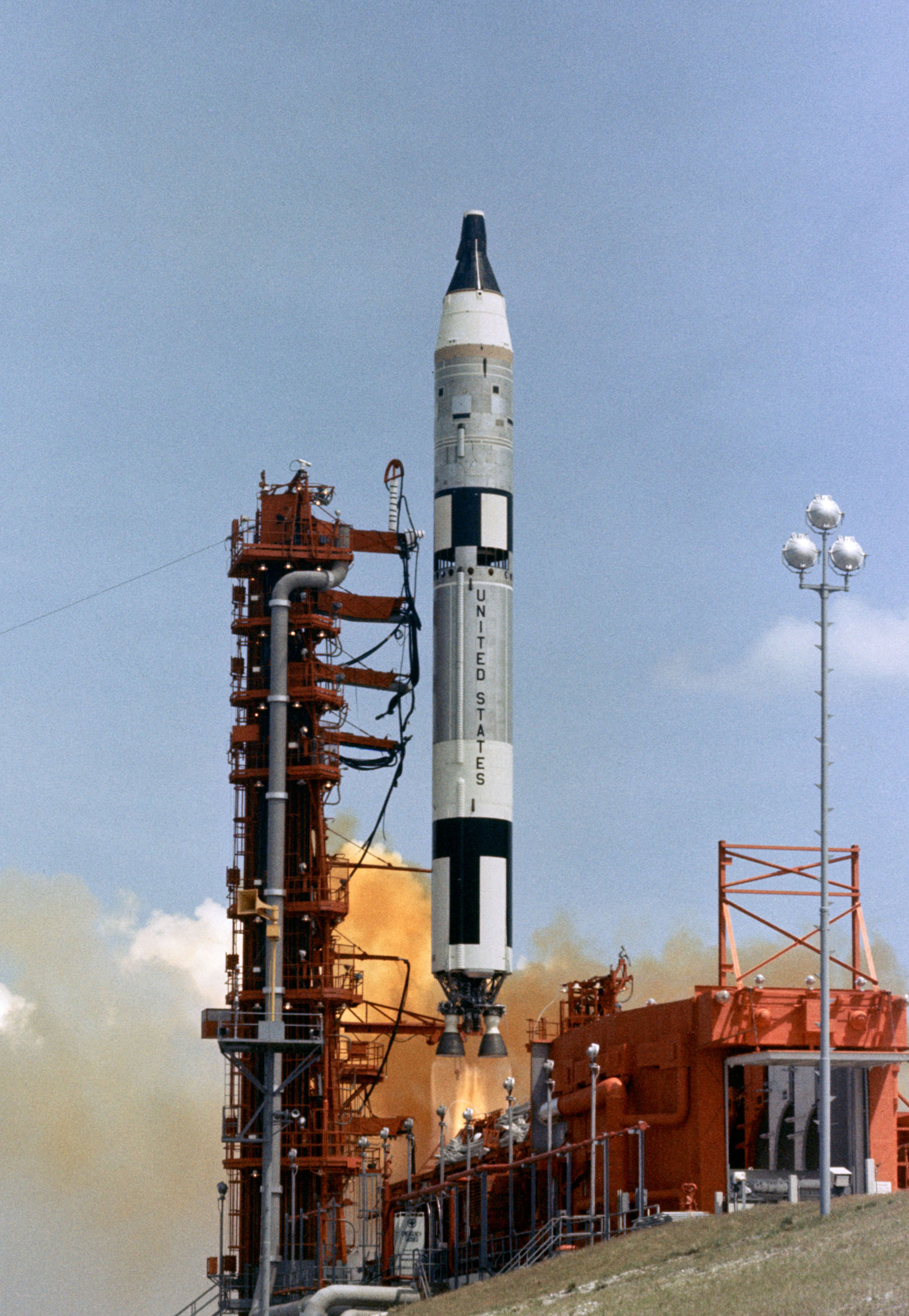
فضاپیمای جمینای ۱ در حین برخاستن

جمینای ۱ (به انگلیسی: Gemini 1) اولین مأموریت در پروژه جمینای ناسا بود. یک پرواز آزمایشی بدون خدمه که هدف اصلی آن آزمایش یکپارچگی ساختاری فضاپیمای جدید و پرتابگر اصلاح شده Titan II بود. همچنین این اولین آزمایش سیستم‌های ردیابی و ارتباطی جدید برای پروژه جمینای بود و آموزش خدمه پشتیبانی زمینی را برای اولین مأموریت‌های با خدمه ارائه کرد.
این مأموریت ابتدا برای پرتاب در دسامبر ۱۹۶۳ برنامه‌ریزی شده بود، مشکلات در توسعه فضاپیما و تقویت کننده آن باعث تأخیر چهارماهه شد. جمینای ۱ در ۸ آوریل ۱۹۶۴ از لانچ مجتمع ۱۹ در کیپ کندی (کاناورال کنونی)، فلوریدا پرتاب شد. فضاپیما به مرحله دوم موشک متصل بود. این مأموریت در حالی که داده‌های آزمایشی گرفته شد، به مدت چهار روز در مدار زمین بود، اما فضاپیما تقریباً ۶۴ دور تا زمان فروپاشی مدارش به دلیل کشش اتمسفر به دور زمین چرخید. این فضاپیما برای بازیابی در نظر گرفته نشده بود، و سوراخ‌هایی در سپر حرارتی آن ایجاد شد تا اطمینان حاصل شود که در صورت ورود مجدد به جو زمین جان سالم به در نخواهد برد.
آزمایش سیستم‌ها، از جمله وسیله نقلیه پرتاب و فرود، موفقیت‌آمیز بود.
پرواز آزمایشی بعدی این مأموریت نیز نیز بدون سرنشین خواهد بود.

## نگارخانه

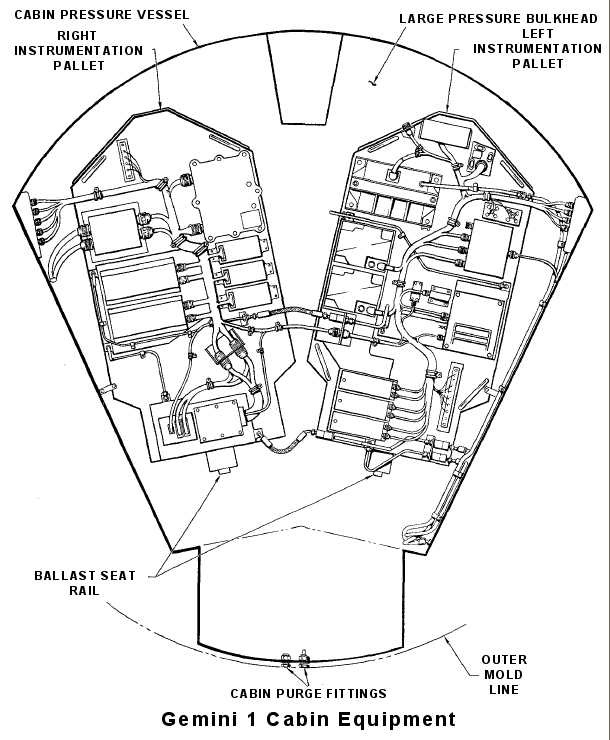
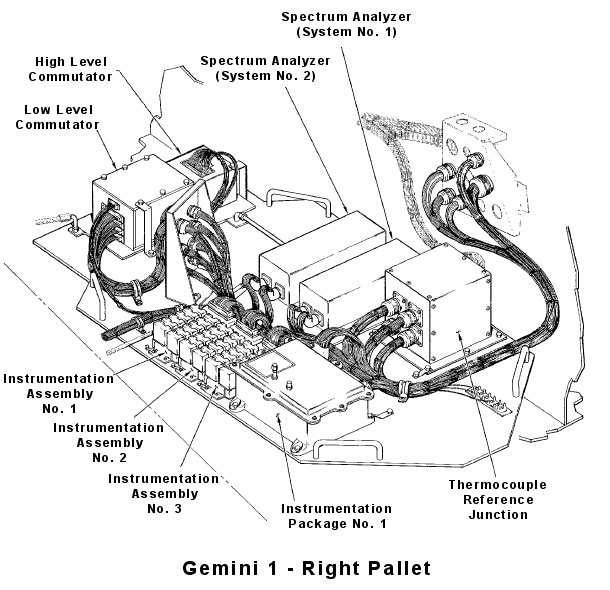
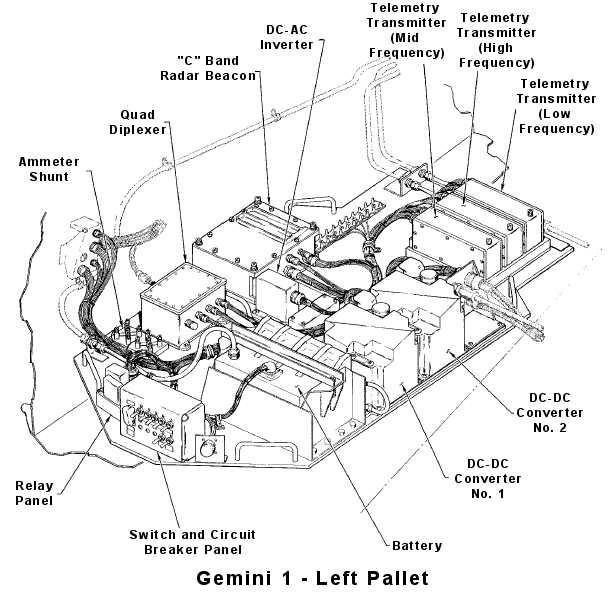